# 十八親和銀行
株式会社十八親和銀行（じゅうはちしんわぎんこう、英: The Juhachi-Shinwa Bank, Ltd.）は、長崎県長崎市に本店を置く、地方銀行である。
金融持株会社・ふくおかフィナンシャルグループ（FFG）の完全子会社で、2020年10月1日に、十八銀行と親和銀行の2行が合併して誕生した。本店は長崎県長崎市銅座町に所在する。また、長崎県・長崎市・佐世保市の指定金融機関である。
ブランドスローガンは「あなたのいちばんに。」。当行ではさらに「長崎に全力」のメッセージも掲げている。

## 沿革
合併までの流れ
- 2016年（平成28年）2月25日 - ふくおかフィナンシャルグループと2017年4月を目途に経営統合する方針を表明。
- 2018年（平成30年）8月24日 - 公正取引委員会、ふくおかフィナンシャルグループと十八銀行の経営統合を承認。
- 2019年（平成31年）
  - 3月27日 - 東京証券取引所・福岡証券取引所上場廃止[3]。
  - 4月1日 - ふくおかフィナンシャルグループと十八銀行が経営統合。
  - 10月29日 - 合併に伴う店番・店名の変更並びに店舗統合（移転）の概要を発表[4]。
- 2020年（令和2年）
  - 2月17日 - 合併に先立ち、十八銀行の一部店舗（31支店・4出張所・2センター）の店番が親和銀行の店番との重複回避の為変更される。
  - 5月19日 - 親和銀行と十八銀行が合併契約を締結し、後述する合併後の商号を株式会社十八親和銀行とすることを正式に発表[5]。

合併後
- 2020年（令和2年）
  - 10月1日 - 親和銀行が十八銀行を吸収合併し、存続行となる親和銀行が十八親和銀行に商号変更[5][6]。
  - 12月31日 - オンラインサービス（当行ATMにおける取引、全ての金融機関・コンビニ等のATMにおけるキャッシュカードによる取引、電子マネー（QR・バーコード決済）へのチャージ、インターネットバンキングなど）を一時休止し、システム統合を開始。
- 2021年（令和3年）
  - 1月4日 -
    - システム統合を完了し、オンラインサービスを再開。旧親和銀行をベースとした1銀行1システムでの運用を開始[7]。
    - 旧十八銀行のバーチャル店舗が移転され、インターネット支店のデジタル出島支店は福岡銀行本店営業部と同住所へ、入金照合サービス用振込専用支店のシーボルト支店は当行浜田町支店と同住所へそれぞれ移転[8]。

  - 2月5日 - 店舗統合の実施日を発表。統合の対象となるのは車で10分圏内に複数隣接する店舗で、県南25店舗、県北18店舗、県央・島原各8店舗、五島2店舗、壱岐・対馬各1店舗、福岡4店舗、東京1店舗の計68店舗[注 1]で、統合に際しては、支店の廃止はせず、移転対象店舗を移転先店舗へ移転し、1つの建物内で複数の支店が営業する「店舗内店舗方式」の形態を採る[9]。
  - 3月 - 当行子会社の株式会社長崎経済研究所を福岡銀行子会社の株式会社FFGビジネスコンサルティングが子会社化[10]。
  - 3月29日 - auじぶん銀行株式会社との連携によるtotoサービス「十八親和銀行toto Powered by じぶん銀行toto」の提供を開始[11][12]。
  - 3月31日 - 当行子会社の十八ビジネスサービス株式会社が解散[13]。
  - 4月1日 -
    - FFG内のシステム関連事業の集約に伴い、当行の子会社だった十八ソフトウェア株式会社が福岡銀行子会社のFFGコンピューターサービス株式会社へ吸収合併される[14]。なお、合併に先立ち、同年1月に十八ソフトウェア株式会社はFFGコンピューターサービス株式会社の子会社となっていた[10]。
    - ATM宝くじサービスの取扱拠点を旧親和銀行ATMにも拡大[15]。

  - 4月12日 - 「投信のパレット」を東京中央支店、大阪支店、投資信託非取扱店舗を除く全店でサービスを開始[16]。本サービスはFFGの独自開発によるシステムを駆使して公平中立に分析の上で優秀な投資信託を選出し、顧客の意向に沿った目標収益を目指すベストな組み合わせを案内するもので、グループ行である熊本銀行との同時導入となる。
  - 5月10日 - 長崎市役所中央支店（旧親和、旧十八の長崎市役所支店へ統合）、県庁支店（旧十八、旧親和の県庁中央支店へ統合）、佐世保市役所中央出張所（旧十八、旧親和の佐世保市役所支店へ統合）から店舗統合を開始[9]。
  - 9月30日 - FFG内におけるクレジットカード業務及び債務保証業務の再編を行うため、当行の子会社だった株式会社十八カードと長崎保証サービス株式会社を福岡銀行のグループ会社がそれぞれ子会社化し、株式会社十八カードは株式会社FFGカード、長崎保証サービス株式会社はふくぎん保証株式会社の各子会社となる。なお、株式会社十八カードと長崎保証サービス株式会社は2022年4月1日付でそれぞれの親会社へ吸収合併された[17]。
- 2022年
  - 1月27日 - オッズ・パーク株式会社との決済連携を開始。これにより、当行でキャッシュカードを発行済みの総合預金口座または普通預金口座を保有する20歳以上の方が公営競技インターネット投票サイト「オッズパーク」を利用する際、インターネット上で手続きを行うことで、リアルタイムで当行預金口座から投票資金の入出金が可能となる[18]。
  - 1月31日 - 日本郵便株式会社との連携により、雲仙と奈良尾の各郵便局内に当行ATMを設置（名称は小浜支店 雲仙郵便局出張所と新上五島支店 奈良尾郵便局出張所。設置に伴い、店舗外ATMコーナーの小浜支店 雲仙出張所と新上五島支店 奈良尾出張所を同日付で廃止、同年3月7日には同年3月5日付でATMコーナーが廃止された大浦支店の代替として、長崎大浦郵便局内に大浦支店 長崎大浦郵便局出張所を開設）[19]。
  - 3月22日 - 大学病院前支店（旧十八、旧親和の浦上駅前支店へ統合）、長崎漁港中央支店（旧親和、旧十八の長崎漁港支店へ統合）、彼杵支店（旧親和、旧十八の東彼杵支店へ統合）、福江支店（旧十八、旧親和の福江中央支店へ統合）をもって店舗統合を完了[9]。
  - 4月1日 -
    - 山川信彦が2代目頭取に就任し、森拓二郎は会長に、吉澤俊介は顧問にそれぞれ異動[2]。
    - グループ会社の株式会社十八総合リースを当行親会社の株式会社ふくおかフィナンシャルグループの直接傘下へ移行（同時に株式会社FFGリースへ商号変更し、本社を福岡県福岡市中央区へ移転。同年4月4日に東京センチュリー株式会社が資本参加し、同社の持分法適用関連会社化する）[20]。

  - 6月1日 - 生体認証機能付キャッシュ・クレジット・ローン一体型カード「アレコレカード」にJCBブランド仕様の「アレコレJCBカード」を追加し、取り扱いを開始[21]（一般カードとゴールドカードのみの取り扱いで、一般カードは既存の「アレコレVISAカード クラシック」同様、カラーデザインの選択が可能。なお、グループ行の熊本銀行でも同年6月6日より取り扱いが開始された）。
  - 7月28日 - ローンセンターのうち、長崎と佐世保の2ヶ所を保険の見直しや資産づくりの相談に範囲を広げて「ライフプランセンター」に改称してリニューアルオープン（「佐世保ライフプランセンター」については、改称を機にFFG佐世保ビル3階から旧佐世保駅前支店跡へ移転）[22]。
  - 10月11日 - 公式Twitter（現:X）アカウントの開設を発表[23]。
- 2023年
  - 1月13日 - 旧大学病院前支店（浦上駅前支店へ統合）跡地の一部を難病の子供とその家族が宿泊可能な施設（同年5月開所予定）へ整備し、運営団体へ無償賃貸することを発表[24]。
  - 1月16日 - 「FFGカードローン」に関わる業務を当日付でグループ行の株式会社福岡銀行へ業務委託[25]。
  - 3月 - グループ行の福岡銀行・熊本銀行と共に、2024年度発行の新紙幣対応に伴うATMの更改を開始（順次更改を経て、同年9月完了予定）。当行では合併前の旧親和銀行ATMが日立チャネルソリューションズ製、旧十八銀行ATMが沖電気工業製で、2021年1月のシステム統合完了後も旧銀行毎にそのまま併存されていたが、今回のATM更改によりFFG共通となる日立チャネルソリューションズ製に統一され、旧親和銀行で採用されていた「AKe-S（エーケーエス）」の改良型である「AKe-Sx（エーケーエスエックス）」が導入されるとともに、同年4月3日より開始される全国の金融機関で初となる地方税統一QRコードのATMによる収納に対応する[26]。
  - 6月1日 - 旧親和銀行の本店である佐世保本店営業部・佐世保中央支店のATMコーナーを減台の上で、建物の設計にあたった白井晟一に焦点を当てた常設の展示スペース「白井晟一と親和銀行」を開設[27]。
  - 10月2日 - 前日の10月1日にふくおかフィナンシャルグループと福岡中央銀行が経営統合したことに伴い、福岡中央銀行宛の振込手数料を引き下げる（インターネットバンキングは振込額に関係なく一律無料化する）とともに、当行ATMで福岡中央銀行キャッシュカードを利用した際の振込取引時のATM時間外手数料が無料化される（なお、当行キャッシュカードを利用して福岡中央銀行ATMで振込を行う場合や、テレホンバンキング(2023年12月30日サービス終了)で福岡中央銀行宛の振込を行う場合、2024年4月のシステム対応が完了するまでの間、一旦改定前の手数料で引き落とされた後、後日、改定後の手数料との差額分を口座へキャッシュバックされる形態が採られる）[28]。
- 2025年5月12日 - 同年9月より長崎市・佐世保市・大村市の9拠点において順次店舗統合を行うことを発表[29]。

## 歴代頭取
| 代    | 氏名                     | 期間                                                | 備考 |
| ----- | ------------------------ | --------------------------------------------------- | ---- |
| 初代  | 森拓二郎（十八銀行頭取） | 2020年（令和2年）10月1日 - 2022年（令和4年）3月31日 |      |
| 2代目 | 山川信彦                 | 2022年（令和4年）4月1日 -                           |      |

## ブランドキャラクター
- ユーモ - ふくおかフィナンシャルグループ傘下銀行共通のブランドキャラクターで、旧親和銀行から引き続き起用されているが、旧親和銀行の緑からピンクに変更。総合口座通帳やキャッシュカード（磁気ストライプ仕様・生体認証IC仕様に設定）のデザインにも採用されている（総合口座通帳は希望により通常デザインからの切替が可能、「ユーモ」デザインのキャッシュカードは個人のみ申し込み可能で生体認証IC仕様は初回発行時に発行・更新手数料がかかる[注 2]）。

## 店舗網
（2023年12月時点）
- 総数 - 188店舗（営業部4・支店175・出張所9）

長崎県内
- 営業部3、支店152、出張所9（旧親和銀行店舗は営業部2・支店74（バーチャル支店1を含む）、旧十八銀行店舗は営業部1・支店78（バーチャル支店1を含む）・出張所9）
- 長崎県内すべての郡市町に支店を置いている。

|        | 郡市町         | 郡市町         | 郡市町         | 営業部 | 支店 | 出張所 | 備考 |
| ------ | -------------- | -------------- | -------------- | ------ | ---- | ------ | --- |
| 長崎県 | バーチャル店舗 | バーチャル店舗 | バーチャル店舗 | 0      | 2    | 0      | 旧親和銀行店舗は振込専用支店（入金照合サービス用）、 旧十八銀行店舗はシーボルト支店（振込入金専用（入金照合サービス用）） 振込専用支店の住所は佐世保市の浜田町支店（旧親和）と同じ。 シーボルト支店の住所は合併時点では長崎市の本店営業部（旧十八）と同じだったが、 シーボルト支店は2021年1月4日付で振込専用支店と同じ住所へ移転 |
| 長崎県 | 県南           | 長崎市         | 長崎市         | 2      | 52   | 1      | 旧親和銀行店舗は営業部1・支店22、旧十八銀行店舗は営業部1・支店30・出張所1 このうちの23店舗は別の店舗にて店舗内店舗営業 新大工町支店・馬町支店は店舗建て替えのため、2023年12月4日付で 近隣のジョイフルサン新大工店跡（同年5月末閉店）に仮移転                                                                                     |
| 長崎県 | 県南           | 西彼杵郡       | 時津町         | 0      | 2    | 0      | 時津支店（旧十八）は時津中央支店（旧親和）にて店舗内店舗営業 |
| 長崎県 | 県南           | 西彼杵郡       | 長与町         | 0      | 2    | 0      | 長与支店（旧十八）は長与中央支店（旧親和）にて店舗内店舗営業 |
| 長崎県 | 県南           | 西海市         | 西海市         | 0      | 4    | 0      | 旧親和銀行店舗は支店3、旧十八銀行店舗は支店1 大瀬戸中央支店（旧十八）は大瀬戸支店（旧親和）にて店舗内店舗営業 |
| 長崎県 | 島原半島       | 島原市         | 島原市         | 0      | 5    | 0      | 旧親和銀行店舗は支店2、旧十八銀行店舗は支店3 島原支店（旧親和）は島原中央支店（旧十八）にて、 島原湊支店（旧親和）は湊支店（旧十八）にてそれぞれ店舗内店舗営業 |
| 長崎県 | 島原半島       | 雲仙市         | 雲仙市         | 0      | 7    | 1      | 旧親和銀行店舗は支店3、旧十八銀行店舗は支店4・出張所1 国見中央支店（旧親和）は国見支店（旧十八）にて店舗内店舗営業 |
| 長崎県 | 島原半島       | 南島原市       | 南島原市       | 0      | 9    | 1      | 旧親和銀行店舗は支店3、旧十八銀行店舗は支店6・出張所1 このうちの5店舗は別の店舗にて店舗内店舗営業 |
| 長崎県 | 県央           | 諌早市         | 諌早市         | 0      | 13   | 0      | 旧親和銀行店舗は支店5、旧十八銀行店舗は支店8 このうちの5店舗は別の店舗にて店舗内店舗営業 貝津支店（旧十八）は2021年春頃に新築移転による建替が予定されている |
| 長崎県 | 県央           | 大村市         | 大村市         | 0      | 6    | 1      | 旧親和銀行店舗は支店3、旧十八銀行店舗は支店3・出張所1 このうちの3店舗は別の店舗にて店舗内店舗営業 |
| 長崎県 | 県央           | 東彼杵郡       | 東彼杵町       | 0      | 2    | 0      | 彼杵支店（旧親和）は東彼杵支店（旧十八）にて店舗内店舗営業 |
| 長崎県 | 県央           | 東彼杵郡       | 川棚町         | 0      | 2    | 0      | 川棚支店（旧親和）は川棚中央支店（旧十八）にて店舗内店舗営業 |
| 長崎県 | 県央           | 東彼杵郡       | 波佐見町       | 0      | 2    | 0      | 2023年6月19日の新築移転に伴って店舗内店舗の形態が入れ替わり、 波佐見中央支店（旧十八）が波佐見支店（旧親和）での店舗内店舗営業となった |
| 長崎県 | 県北           | 佐世保市       | 佐世保市       | 1      | 25   | 2      | 旧親和銀行店舗は営業部1・支店17、旧十八銀行店舗は支店8・出張所2 離島の宇久支店（旧親和）も含む このうちの10店舗は別の店舗にて店舗内店舗営業 なお、営業部の名称は旧親和銀行本店の名残を汲み、佐世保本店営業部となっている。 |
| 長崎県 | 県北           | 松浦市         | 松浦市         | 0      | 2    | 0      | 松浦中央支店（旧十八）は松浦支店（旧親和）にて店舗内店舗営業 |
| 長崎県 | 県北           | 平戸市         | 平戸市         | 0      | 4    | 0      | 旧親和銀行店舗は支店3、旧十八銀行店舗は支店1 平戸中央支店（旧十八）は平戸支店（旧親和）内にて店舗内店舗営業 |
| 長崎県 | 県北           | 北松浦郡       | 佐々町         | 0      | 2    | 0      | 佐々支店（旧親和）は佐々中央支店（旧十八）内にて店舗内店舗営業 |
| 長崎県 | 離島           | 北松浦郡       | 小値賀町       | 0      | 1    | 0      | 旧親和銀行店舗のみ |
| 長崎県 | 離島           | 五島市         | 五島市         | 0      | 2    | 1      | 旧親和銀行店舗は支店1、旧十八銀行店舗は支店1・出張所1 福江支店（旧十八）は福江中央支店（旧親和）内で店舗内店舗営業 |
| 長崎県 | 離島           | 南松浦郡       | 新上五島町     | 0      | 2    | 0      | 上五島支店（旧十八）は新上五島支店（旧親和）内にて店舗内店舗営業 |
| 長崎県 | 離島           | 壱岐市         | 壱岐市         | 0      | 2    | 1      | 旧親和銀行店舗は支店1、旧十八銀行店舗は支店1・出張所1 壱岐中央支店（旧親和）は壱岐支店（旧十八）内にて店舗内店舗営業 |
| 長崎県 | 離島           | 対馬市         | 対馬市         | 0      | 4    | 1      | 旧親和銀行店舗は支店1、旧十八銀行店舗は支店3・出張所1 対馬中央支店（旧親和）は対馬支店（旧十八）内にて店舗内店舗営業 |
| 合計   | 合計           | 合計           | 合計           | 3      | 152  | 9      | |

長崎県外
- 営業部1、支店23、出張所0（旧親和銀行店舗は営業部1・支店11、旧十八銀行店舗は支店12（バーチャル支店1を含む））

| 地方 | 都府県 | 郡市町         | 郡市町         | 郡市町         | 営業部 | 支店 | 出張所 | 備考 |
| ---- | ------ | -------------- | -------------- | -------------- | ------ | ---- | ------ | --- |
| 九州 | 佐賀県 | 佐賀市         | 佐賀市         | 佐賀市         | 0      | 1    | 0      | 旧親和銀行店舗のみ |
| 九州 | 佐賀県 | 鹿島市         | 鹿島市         | 鹿島市         | 0      | 1    | 0      | 旧親和銀行店舗のみ |
| 九州 | 佐賀県 | 武雄市         | 武雄市         | 武雄市         | 0      | 1    | 0      | 旧親和銀行店舗のみ |
| 九州 | 佐賀県 | 唐津市         | 唐津市         | 唐津市         | 0      | 1    | 0      | 旧親和銀行店舗のみ |
| 九州 | 佐賀県 | 伊万里市       | 伊万里市       | 伊万里市       | 0      | 1    | 0      | 旧親和銀行店舗のみ |
| 九州 | 佐賀県 | 嬉野市         | 嬉野市         | 嬉野市         | 0      | 1    | 0      | 旧親和銀行店舗のみ |
| 九州 | 福岡県 | バーチャル店舗 | バーチャル店舗 | バーチャル店舗 | 0      | 1    | 0      | 旧十八銀行店舗のデジタル出島支店（インターネット支店） 合併時は長崎県長崎市の本店営業部と同住所だったが、 2021年1月4日付で福岡銀行本店営業部と同住所へ移転        |
| 九州 | 福岡県 | 福岡市         | 福岡市         | 福岡市         | 1      | 7    | 0      | 旧親和銀行店舗は営業部1・支店2、旧十八銀行店舗は支店5 このうちの4店舗は別の店舗にて店舗内店舗営業                                                                 |
| 九州 | 福岡県 | 久留米市       | 久留米市       | 久留米市       | 0      | 2    | 0      | 久留米中央支店（旧十八）は久留米支店（旧親和）内にて店舗内店舗営業                                                                                                |
| 九州 | 福岡県 | 北九州市       | 北九州市       | 北九州市       | 0      | 3    | 0      | 北九州支店・下関支店（旧十八）は小倉支店（旧親和）内にて店舗内店舗営業                                                                                            |
| 九州 | 熊本県 | 熊本市         | 熊本市         | 熊本市         | 0      | 1    | 0      | 旧十八銀行店舗のみ |
| 関西 | 大阪府 | 大阪市         | 大阪市         | 大阪市         | 0      | 1    | 0      | 旧十八銀行店舗のみ 2023年8月28日付で福岡銀行大阪支店へ移転し、同行とのグループ共同店舗となる                                                                      |
| 関東 | 東京都 | 中央区         | 中央区         | 中央区         | 0      | 2    | 0      | 東京中央支店（旧十八）は東京支店（旧親和）内にて店舗内店舗営業 八重洲二丁目南特定街区の再開発に伴い、 2023年9月11日付で近隣の東京スクエアガーデン内の仮店舗へ移転 |
| 合計 | 合計   | 合計           | 合計           | 合計           | 1      | 23   | 0      | |

## ATM提携
当行では、以下の銀行ATMと提携している。ATMにより取扱のサービスは異なる。通帳は福岡銀行と熊本銀行のATMのみ可能で、その他の提携ATMはキャッシュカード（クレジットとの一体型カードを含む）のみとなる。
- 福岡銀行・熊本銀行ATM

通帳・カードによる預金の引出・預入、振込、残高照会、通帳記入
なお、福岡銀行は当行の拠点地である長崎県内にも長崎支店と佐世保支店の2店舗があり、長崎支店は当行浜町支店・思案橋支店と道路を挟んで隣接するFFG思案橋ビル（当行旧思案橋支店跡）内の2階に入居、佐世保支店は当行佐世保支店（旧親和銀行店舗）と同じビル（ふくおかフィナンシャルグループ佐世保ビル）内に併設し、1階のATMコーナーは当行・福岡銀行共用となっている。また、大阪支店は前述のとおり、2023年8月28日付で当行大阪支店の移転に伴いグループ共同店舗へ移行。東京支店は八重洲二丁目南特定街区の再開発に伴う東京スクエアガーデンへの仮移転に伴い、同年9月19日付で先に仮移転を済ませていた当行東京支店・東京中央支店とのグループ共同店舗へ移行した。大阪・東京共にATMは福岡銀行のみとなるが、グループ内でのATM相互サービスにより当行の通帳・カードは一部の取引を除き利用可能である。
- 福岡中央銀行及び九州ATMネットワーク参加行ATM

カードによる預金の引出、振込、残高照会
福岡中央銀行がふくおかフィナンシャルグループのグループ銀行となったことにより、2023年10月から福岡中央銀行ATMが当行の提携ATMとなり、手数料が福岡銀行・熊本銀行ATMと同じ扱い（平日8:45 - 18:00までの引出と残高照会は無料、振込は振込手数料のみ）となった。ただし、マイレージサービス「mybank+」のATM時間外手数料無料は福岡中央銀行ATMでは対象外となるため、利用の際は注意が必要である。
- コンビニATM（セブン銀行・イーネット（ファミリーマート（一部を除く）・デイリーヤマザキなどに設置）・ローソン銀行）

カードによる預金の引出・預入、振込、残高照会、キャッシング（キャッシングはイーネットとローソン銀行のみ可能）
セブン銀行ATMについては、2025年1月15日より当行のスマートフォン向けアプリ（グループ銀行の福岡銀行アプリ・熊本銀行アプリを含む）に「スマホATM機能」が実装されたことに伴い、アプリ登録済みの預金口座（普通・貯蓄のみ）であれば、アプリのみでの入出金が可能となった。
- イオン銀行ATM（イオンやマックスバリュをはじめとする全国のイオングループ店舗等に設置）

カードによる預金の引出、残高照会
- ゆうちょ銀行ATM

カードによる預金の引出・預入、残高照会
2021年（令和3年）1月4日以降は、旧十八銀行のキャッシュカード（「〈18〉ICキャッシュ&クレジットカード」を含む）において、以下の変更点がある
- ふくおかフィナンシャルグループ傘下銀行ATMでの入金やコンビニATMでの振込が可能となった
- コンビニATMでの24時間利用（土曜日の21時から日曜日の7時までを除く）が可能となった
- イオン銀行やゆうちょ銀行のATMでの取扱時間・手数料が変更となり、平日8:45 - 18:00までの引出及びゆうちょ銀行ATMでの預入の手数料を無料化、平日時間外及び土日・祝日の引出の手数料が値下げ（一律110円に統一）された

なお、使用するATM・取引内容・曜日や時間帯により手数料がかかる場合がある。「mybank+」会員で「三ツ星」以上のステージになると、コンビニATMはステージに応じた回数分（口座ごとに最大で月3回まで）の手数料が無料に、イオン銀行ATMは平日時間外及び土日・祝日の手数料が無料にそれぞれ優遇される。

## 合併による影響
合併による影響は、以下のとおりである。
- 銀行名は両行の名称を残し、「十八親和銀行」となる。英文名称は和名をそのままヘボン式ローマ字表記にした「The Juhachi-Shinwa Bank」となる。十八銀行の英文名称は英語で「18番目」を表すEighteenthであったが、合併後はJuhachiとなる。なお、英文表記の社名ロゴはすべて大文字表記の「JUHACHI-SHINWA BANK」となる。
- ロゴマークは旧両行の頭文字（Juhachi・Shinwa）を合わせた「JS」を基本に、長崎県の県民鳥であるオシドリ2羽をイメージしたデザインとなっている。コーポレートカラーは雲仙ツツジをイメージしたピンク色。
- 銀行コードは親和銀行のものを継承し、「0181」となる。
- 本店は十八銀行の本店（長崎県長崎市銅座町）に置く。これに伴い、佐世保市にある親和銀行本店は「佐世保本店営業部」となる。
- 初代頭取には十八銀行頭取の森拓二郎が就任。親和銀行頭取の吉澤俊介は会長に就任[30]。
- 合併後、同年12月30日までは両行のシステムを併存する1銀行2システムの形態をとり、その後、旧親和銀行のシステムへの統合作業を実施した上で、翌2021年（令和3年）1月4日より1銀行1システムへ移行した。
  - 通帳は前身行によって対応が異なり、旧親和銀行店舗では合併日以降に口座開設や通帳繰越を行った場合は当行通帳で発行、旧十八銀行店舗では同年12月30日までに口座開設や通帳繰越を行った場合は旧十八銀行通帳のままで発行が継続された。2021年（令和3年）1月4日以降、当行通帳や旧親和銀行通帳は旧十八銀行店舗・ATMでも利用が可能となったが、旧十八銀行通帳は旧十八銀行ATMで総合口座通帳・普通預金通帳・貯蓄預金通帳での入出金・残高照会・通帳記入及び当座勘定入金通帳・カードローン通帳・納税準備預金通帳のみ利用可能[注 12]となるため、同日以降、旧親和銀行店舗を含む窓口や通帳繰越機（通帳繰越機に関しては、福岡銀行の一部店舗[注 13]にも当行専用の通帳繰越機が設置される）[注 14]で通帳の繰越が必要となる。旧十八銀行総合口座通帳の場合、窓口で通帳を繰り越す際に希望すれば、後述する「ユーモ」や福岡ソフトバンクホークス仕様の「タカ倶楽部」のデザインで当行通帳へ繰り越すことも可能である（旧親和銀行通帳を繰り越す場合は当行通帳の同一デザインへ繰越となり、旧親和銀行総合口座通帳の「ユーモ」・「タカ倶楽部」デザインは窓口又は旧親和銀行店舗・ATMに設置の通帳繰越機のみ繰越が可能となる）。なお、振込を受けるときに振込人に伝えたり、口座引落の申込書に記載する際、旧銀行名・旧店名のままだと振込が入らなかったり、口座引落が不可となる場合があること。また、通帳が高抗磁力タイプとなり、スマートフォン等の磁力の影響を受けにくくなることから、旧親和銀行通帳であっても当行通帳への繰越が勧められている。
  - カード類（キャッシュ、キャッシュ・クレジット一体型、ローン）に関しては、旧親和銀行・旧十八銀行共にカードの切替不要で引き続き利用可能。2021年（令和3年）1月4日以降は、旧親和銀行のカード類による旧十八銀行ATMでの入金、旧十八銀行のカード類による旧親和銀行及び福岡銀行・熊本銀行ATMでの入金がそれぞれ可能となった。なお、専用デザインとなっているデジタル出島支店（旧「十八銀行」名）のキャッシュカードについては、紛失や破棄等で再発行する場合のカードデザインが変更され、「十八親和銀行」名の一般デザインのCDカード（磁気ストライプキャッシュカード）となる。
- 両行でそれぞれ用意されていたキャッシュ・クレジット一体型カードについては、旧十八銀行の「〈18〉ICキャッシュ&クレジットカード」が合併に先立って2020年（令和2年）8月31日をもって新規申込を終了（決済口座の変更も同時に終了）し、同年10月1日の合併と同時に旧親和銀行の「アレコレカード」を承継した（カードデザインの変更はないが、合併に伴い、カード券面左下に記載の銀行名をシンボルマーク+英字表記の「JS JUHACHI-SHINWA BANK」へ変更）。「〈18〉ICキャッシュ&クレジットカード」については、合併日以降に更新や再発行されるカードについては、名称を「ICキャッシュ&クレジットカード」に改めるとともに、一般カードは4種類あったカードデザインをシルバーを基調に、「IC Cash & Credit Card」ロゴや当行ロゴマークをピンクで配した1種類に集約。ゴールドカードは「アレコレカード」同様、カード券面のデザイン変更はなく、銀行名を「十八親和銀行」に変更する程度となる。「アレコレカード」では、「ICキャッシュ&クレジットカード」同様に一般カードにあたる「クラシック」とゴールドカードが設定されているほか、IC乗車券機能を付加したカードとして、「アレコレSUGOCA」や「アレコレnimoca」も用意されている。「クラシック」に関しては、「〈18〉ICキャッシュ&クレジットカード」同様にカラーバリエーションがあり、ブルー・レッド・イエロー・グリーンの4色がある[注 15]。当行では、「アレコレSUGOCA」や「アレコレnimoca」にもカラーバリエーションを設けており、「アレコレSUGOCA」はグリーンとピンク、「アレコレnimoca」は水色とマゼンタが選択可能である[注 16]。なお、2022年4月に十八カードとFFGカードが合併し、同年4月30日以降に到来する有効期限分を持って十八カードでのUCカードの会員業務の取扱を終了することに伴い、「ICキャッシュ&クレジットカード」のVISA/Mastercardブランドについては同年3月末到来分をもって更新カード[注 17]の発行を終了。同年4月末以降到来分に関しては更新カードが発行されず、有効期限到来とともに家族カードやETCカードを含む全ての機能が利用不可となる為、公共料金や携帯電話などの利用代金決済にカード会員番号を登録している場合、サービスの失効や停止となる場合などがある為、有効期限到来前に自身で支払方法の変更手続（クレジットカード会員番号の変更や口座振替など他の決済方法へ切替）が必要になる。一方、「ICキャッシュ&クレジットカード」のJCBブランドについては会員業務の取扱会社が異なるため引き続き更新カードが発行される。
- 両行でそれぞれ提供されていた会員サービスは旧十八銀行の「メリットステージ」が2020年12月末をもって終了し、2021年1月4日より旧親和銀行から引き継いだ「mybank+（マイバンクプラス）」へ移行・統一された。
  - 「メリットステージ」会員は同日付で「mybank+」へ自動移行、「〈18〉ICキャッシュ&クレジットカード」所有者またはデジタル出島支店の預金口座保有者のいずれかに該当する場合は同日付で「mybank+」へ自動登録される。また、旧十八銀行・旧親和銀行の口座を両方保有しており、旧親和銀行口座で既に「mybank+」の会員になっている場合は申込不要となる。
  - 移行に伴う特例措置として、2022年（令和4年）5月14日までは、暫定ステージとなる「みなしステージ」が設定され、「〈18〉ICキャッシュ&クレジットカード」を所有し、「旧十八銀行ATM時間外手数料無料」に該当する場合やデジタル出島支店の預金口座保有者は「みなしステージ」が三ツ星に、「メリットステージ」会員の場合はサービス終了時点（2020年11月末基準）での「メリットステージ」のステージに応じた「みなしステージ」（例えば、「メリットステージ」が「ファースト」の場合、「mybank+」の「みなしステージ」は三ツ星）にそれぞれ設定され、「メリットステージ」からの移行による「みなしステージ」が四ツ星以上になる場合は、「〈18〉ICキャッシュ&クレジットカード」を所有、もしくは、デジタル出島支店の預金口座を保有している場合でも「メリットステージ」からの移行による「みなしステージ」が優先される形で設定された。
  - ステージ判定については、「mybank+」又は「メリットステージ」の会員で両行の口座を保有している場合、2021年（令和3年）1月15日以降は「みなしステージ」と旧親和銀行口座の「mybank+ステージ」のいずれか高い方のステージを適用、同年2月15日以降は旧十八銀行と旧親和銀行での取引を合算（ただし、届出の住所・氏名・生年月日が旧十八銀行・旧親和銀行で一致する場合に限る）して「mybank+ステージ」を判定し、「みなしステージ」とのいずれか高い方のステージが適用された。「メリットステージ」の会員で旧十八銀行口座のみを保有する場合は、同年2月14日までは「みなしステージ」を適用、同年2月15日以降は「mybank+ステージ」と「みなしステージ」のいずれか高い方のステージが適用されたが、2022年（令和4年）5月15日以降は「みなしステージ」が廃止され、「mybank+ステージ」に一本化して判定されるようになる。
  - ステージ判定対象の取引項目は「メリットステージ」よりも広く設定され、「メリットステージ」の預かり資産[注 18]と住宅ローンに加え、一般ローン・カードローン、自動受取、その他サービス（NISA(つみたて・ジュニアを含む)、当行指定カード[注 19]、公共料金またはクレジット決済[注 20]、ダイレクトバンキング）、取引期間[注 21]も加わり、各取引項目ごとに設定されているポイント数の合計を基にステージが判定される。
- 旧十八銀行で実施していた「ATM宝くじサービス」（ビンゴ5を除く数字選択式全国自治宝くじを対象に、購入手続きをATMで行い（代金は口座から即時引落）、当せん調査の代行や当せん金の自動振込を行うサービス）は合併後も当行のサービスとして継続される。2021年1月のシステム統合後は当行又は旧親和銀行の通帳・キャッシュカード及び「arecoreカード（SUGOCA・nimocaを含む）」もサービスが利用可能となり、同年4月からは旧親和銀行ATMでの取扱が開始された[15]。
- 旧・銀行の支店名が重複する場合には、原則としてどちらかの店舗名に「中央」が付される。

（例）十八銀行 県庁支店 ・ 親和銀行 県庁支店　→　十八親和銀行 県庁支店 ・ 十八親和銀行 県庁中央支店

## その他

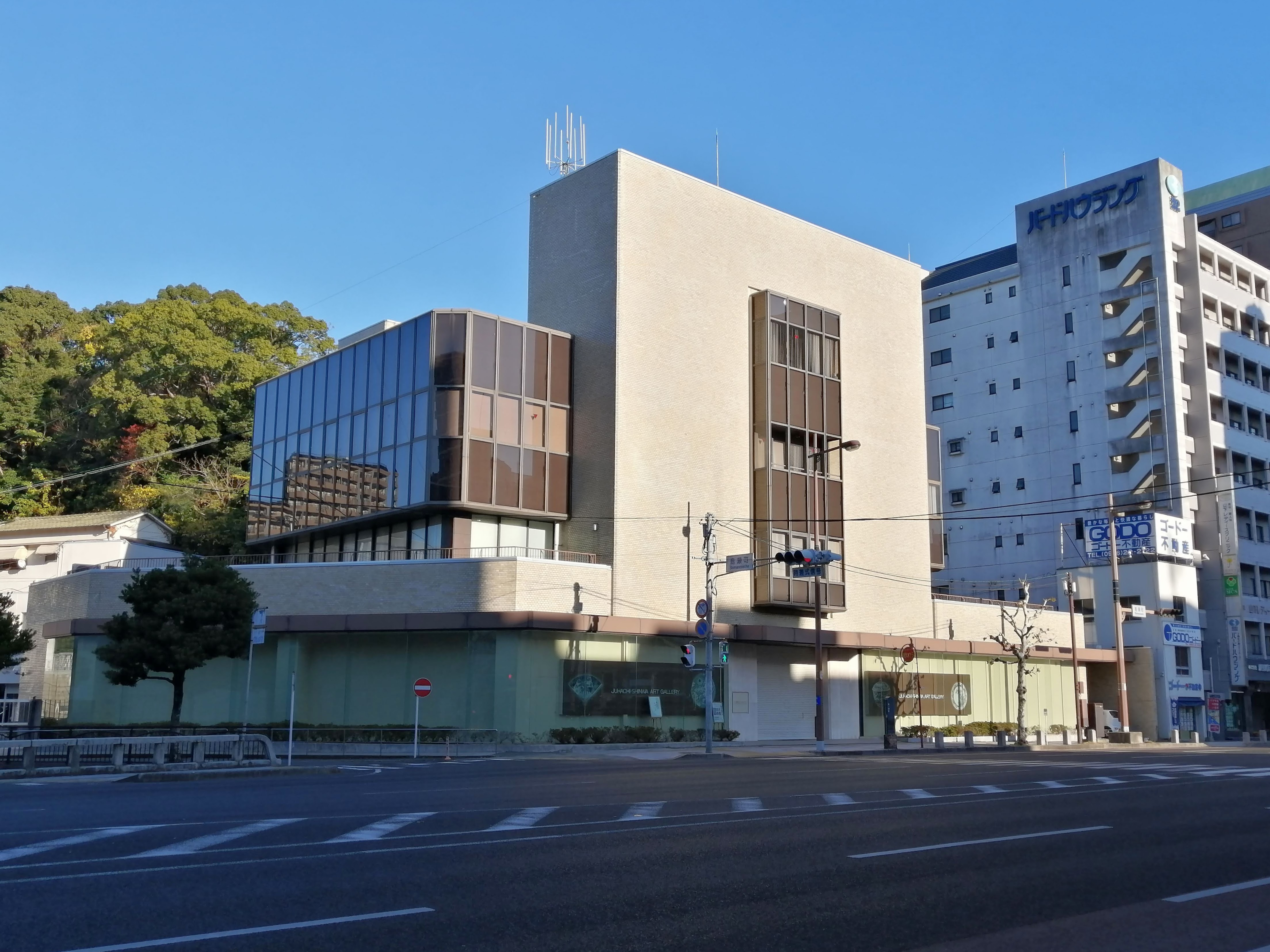
十八親和アートギャラリー

- 1993年（平成5年）4月に旧十八銀行で創設された「十八銀行 女子陸上部」は、合併に伴って「十八親和銀行 女子陸上部」に改称され、活動を継続している。
- 2012年（平成14年）4月5日に旧親和銀行が同行島瀬ビル1階に所蔵する美術品を一般向けに展示・公開する施設として開館した「親和アートギャラリー」も、合併に伴って「十八親和アートギャラリー」に改称された。この施設がある島瀬ビルは旧親和銀行に合併される前は旧九州銀行の本店であった。